# Krzysztof Szwajgier
Krzysztof Szwajgier (ur. 16 marca 1944 w Lublinie) – polski teoretyk muzyki, kompozytor i pedagog.

## Życiorys
Wykładowca Akademii Muzycznej w Krakowie, doktor habilitowany, którego przedmiotem zainteresowań są: współczesne techniki kompozytorskie, muzyka elektroakustyczna, muzyka „postmoderny”, aksjologia muzyczna, sonoryzm oraz muzyka kompozytorów takich jak: John Cage, Karlheinz Stockhausen, Bogusław Schaeffer, Krzysztof  Penderecki, Zygmunt Krauze. 
W latach 1970–1982 był kierownikiem muzycznym i współtwórcą spektakli Teatru STU w Krakowie. Autor kilkudziesięciu publikacji na temat awangardy, jazzu, minimalizmu, teatru, estetyki, aksjologii. Związany z Zakładem Estetyki Uniwersytetu Jagiellońskiego i Katedrą Intermediów Akademii Sztuk Pięknych w Krakowie, członek Polskiego Towarzystwa Estetycznego i komisji repertuarowej MFMW Warszawska Jesień. 
Od 2008 członek jury Nagrody Mediów Publicznych w dziedzinie współczesnej muzyki poważnej OPUS.

## Publikacje
- Obrazy dźwiękowe muzyki unistycznej : inspiracja malarska w twórczości Zygmunta Krauzego. Kraków: Akademia Muzyczna w Krakowie, 2008.